# احمد مساعد
احمد مساعد (۱۷ نوامبر ۱۹۴۸) بازیگر اهل کویت است. از جمله هنرمندانی است که در تأسیس گروه «تئاتر مردمی» نقش داشت و سهم مهمی در رشد و پیشرفت هنر تئاتر در کویت ایفا کرد. فعالیت هنری‌اش را از گروه «تئاتر مردمی» آغاز کرد، سپس در رادیو مشغول به کار شد و پس از آن وارد عرصهٔ تلویزیون گردید. او مسیر هنری خود را در اواسط دههٔ ۱۹۶۰، زمانی که دانشجوی «انستیتو مطالعات نمایشی» در کویت بود، آغاز کرد و در سال ۱۹۶۹ از این مؤسسه فارغ‌التحصیل شد. احمد مساعد در طول سال‌ها مسئولیت‌های متعددی در زمینهٔ فرهنگ و هنر داشته است. او رئیس کمیته فرهنگی گروه هنری در چندین دوره بوده و به مقام نائب رئیس هیئت مدیره نیز رسیده است. همچنین عضو اتحادیه تئاترهای مردمی کویت بوده و رئیس کمیته فنی در دوره‌های مختلف این اتحادیه بوده است.

## زندگی و پیشه
احمد مساعد الجزاف در ۱۷ نوامبر ۱۹۴۸ در کویت متولد شد. فعالیت هنری خود را در سال ۱۹۶۶ زمانی که دانشجوی انستیتوی مطالعات تئاتری بود، آغاز کرد. او نخستین‌بار در نمایش «بس کنید با این سریال» با گروه «تئاتر مردمی» روی صحنه رفت و سپس در نمایش «علامه هدهد» نیز ایفای نقش کرد.
در سال ۱۹۶۹ و پس از فارغ‌التحصیلی، وارد رادیو کویت شد و ابتدا در بخش برنامه‌های متنوع فعالیت کرد. سپس در ایستگاه «برنامهٔ دوم» به عنوان دستیار ناظر مشغول شد و در ادامه به مقام ناظر ارتقا یافت. او این سمت را تا زمان آزادسازی کویت حفظ کرد و پس از آن به عنوان ناظر برنامه‌های متنوع منصوب شد؛ وظیفه‌اش ترکیب گفتار، موسیقی، ترانه و صحنه‌های نمایشی در برنامه‌ها بود. در نهایت، به سمت معاون مدیر در بخش نمایش‌های رادیویی و برنامه‌های ویژه رسید و تا زمان بازنشستگی در این جایگاه فعالیت داشت.
احمد مساعد پس از فعالیت در تئاتر و رادیو، در مجموعه‌ای از آثار نمایشی تلویزیونی نیز ایفای نقش کرد. در سال ۱۹۷۰، او در سریال «پشت دیوارها» و «داستان حسن زرنگ» بازی کرد. سریال دوم، نقطهٔ عطفی در کارنامه‌اش بود و باعث شهرت گسترده او شد. در دههٔ ۱۹۷۰، احمد مساعد در مجموعه‌ای از آثار نمایشی تلویزیونی شرکت داشت که از جمله آن‌ها می‌توان به موارد زیر اشاره کرد: «وارث»، «افسانهٔ صحرا»، «خورشید بر فراز دشت‌ها»، «سرنوشت‌ها»، «شانس و میلیون‌ها»، «صداهای عشق»، «مروارید». در دههٔ ۱۹۸۰، در چندین سریال موفق تلویزیونی ایفای نقش کرد، از جمله: «پرندگان بر روی آب»، «رؤیاهای کوچک»، «ابن سینا»، «پایان سکوت»، «مسافری بدون هویت»، «قلب‌ها در بنادر».
در سال ۱۹۸۸، احمد مساعد برای مدت ۴ سال از صحنهٔ تلویزیون و تئاتر کناره‌گیری کرد و در سال ۱۹۹۲ دوباره به عرصهٔ هنر بازگشت. در دههٔ ۱۹۹۰، او در مجموعه‌ای از آثار درام تلویزیونی شرکت داشت، از جمله: «خروج از پرتگاه»، «زندگی جدید ما»، «کینه‌توزر»، «دعوت عمومی»، «کشتی رؤیاها»، «رؤیاهای آتشین»، «پرندهٔ خیر»، «بازگشت سندباد»، «مردم، انواع و اقسام‌اند»، «خانهٔ پدر»، «همسایهٔ هفتم».
در دههٔ ۲۰۰۰، احمد مساعد حرفهٔ خود را ادامه داد و در مجموعه‌ای از سریال‌های درام حضور یافت، از جمله: «زندگی یک زن است»، «نه ای عمر گل‌ها»، «دل‌های شکسته»، «صورت‌حساب»، «بچه‌های شعبان»، «اندرونی»، «یک چهره کافی نیست»، «خانه»، «خانهٔ خانواده»، «آه ای روزگار»، «هم‌نشین روح»، «نقطهٔ تحول»، «باقیماندهٔ شب»، «انتخاب سخت»، «رؤیاهایی که اشک نمی‌شناسند».
احمد مساعد همچنین در مجموعه‌ای از سریال‌های متنوع دیگر نیز حضور داشته است: «خانهٔ هوس»، «بارون‌ها»، «نقش حنا»، «امیمه در پرورشگاه»، «نوجوانی در هفتادسالگی»، «ظاهر»، «انتقام عزیز»، «علی الزیبق»، «جلسه تمام شد»، «نیّت‌ها»، «با درود به پدر و مادرم»، «روز سیاه»، «رنج‌ها»، «سموم»، «کاشتن گل»، «آغوش خار»، «طوفان».
او در بسیاری از جشنواره‌ها، از جمله جشنواره قاهره، به عنوان عضو هیئت داوران شرکت کرده است.